# Retroattività
La retroattività è la capacità di un atto, in genere di natura normativa, di estendere la sua efficacia anche al tempo precedente a quello della sua emanazione o della sua entrata in vigore.
In sociologia politica il fenomeno è stato indicato come uno dei sintomi dell'esistenza di un Potere esecutivo che, in virtù della sua preponderanza sul Parlamento, esercita un potere indebito sul processo legislativo, sconfinando nella dittatura della maggioranza.

## Storia
Il giurista latino Ulpiano fu il primo ad esprimere il concetto sotto forma di divieto: la sua enunciazione è raccolta nel Digesto, ma per il suo successo si dovrà attendere oltre un millennio con l'affermarsi del costituzionalismo moderno.
Per converso, il divieto è uno dei primi istituti giuridici ad essere travolti in caso di involuzioni autoritarie: ad esempio, il regime di Vichy istituì delle "sezioni speciali" per la repressione delle attività comuniste e anarchiche avvenute anche prima della sua promulgazione.

## Teorizzazione

### Nullum crimen, nulla poena sine praevia lege poenali
Il divieto di tale pratica fu poi ripreso dal giurista tedesco Paul Johann Anselm Ritter von Feuerbach, con la massima nullum crimen, nulla poena sine praevia lege poenali. Essa si fonda sull'assunto che non può mai esservi un reato (e di conseguenza una pena), in assenza di una legge penale preesistente che proibisca quel comportamento. 
La massima viene talvolta resa con tali differenti forme:
- nullum delictum, nulla poena sine praevia lege poenali
- nullum crimen, nulla poena sine praevia lege poenali
- nullum crimen, nulla poena sine lege praevia

o abbreviata in tali modi:
- nulla poena sine lege
- nullum crimen, nulla poena sine lege
- nullum crimen sine lege

### Significato
Il principio, applicato non già al reato ma alla sanzione penale, vieta che con un inasprimento successivo della pena possano essere puniti rei che, al momento di commettere il fatto, confidavano nel rischio di incappare in una pena diversa e minore: il fondamento di ciò è nell'esigenza della previa conoscibilità delle regole da osservare e delle conseguenze della loro violazione, conoscibilità che è un “essenziale strumento di garanzia del cittadino contro gli arbitri del legislatore, espressivo dell'esigenza della “calcolabilità” delle conseguenze giuridico-penali della propria condotta, quale condizione necessaria per la libera autodeterminazione individuale”.

## Diffusione
L'esistenza di una legge ex post facto (chiamata anche legge retroattiva) - un tipo di legge che cambia retroattivamente le conseguenze legali (o lo stato giuridico) di azioni commesse (o relazioni che esistevano) prima dell'entrata in vigore della legge stessa - è per lo più considerata per porre un limite nel diritto penale: tale tipologia normativa, se non vietata, può criminalizzare alcune azioni che prima erano legali, ma può anche aggravare un crimine, rendendolo più grave di quanto non fosse quando è stato commesso, o cambiare la pena prevista per un reato.
Quando comporta conseguenze sanzionatorie, questo tipo di legge (o comunque di normazione) nella cultura giuridica occidentale è perciò sottoposto ad un preciso divieto, che discende dal principio di irretroattività: esso proibisce in pratica la possibilità di leggi che, operando retroattivamente, considerino reati anche comportamenti che, al momento in cui avvengono, erano perfettamente leciti in quanto non vietati da alcuna norma.
Questo principio è positivizzato - oltre che nella Dichiarazione universale dei diritti umani, all'art. 11, comma 2 - in un gran numero di Costituzioni moderne e in numerosi trattati internazionali.
Ne sono esempi la Costituzione Italiana, articolo 25, la Convenzione europea per la salvaguardia dei diritti dell'uomo e delle libertà fondamentali, articolo 7 (1) e lo Statuto di Roma istitutivo della Corte penale internazionale, articolo 22 e segg..

## Casi in cui è ammissibile
Al di fuori del campo sanzionatorio, la Convenzione europea dei diritti dell'uomo e delle libertà fondamentali non esclude radicalmente la possibilità di leggi che, operando retroattivamente, incidano su diritti già in precedenza accordati ovvero sull'andamento di giudizi in corso, ma soltanto quando sussistano esigenze di ordine pubblico o addirittura «motivi imperativi di interesse generale».
Particolari ipotesi di retroattività, nell'ordinamento giuridico italiano, si verificano anche:
- qualora un decreto legge non venga trasformato in legge dal parlamento, per modificare o annullare tutti gli effetti prodotti dal decreto legge in questione, giacché il decreto legge decade travolgendo ex tunc gli effetti giuridici prodotti;
- qualora la Corte Costituzionale dichiari l'illegittimità costituzionale di una norma di legge, nella misura in cui i giudizi pendenti non siano già estinti per decorrenza di termini previsti come essenziali, oppure passati in giudicato.

## Limitazioni in ambito penale
In ambito penale, la non-retroattività (o irretroattività) della legge postula che nessuno possa essere processato e condannato per fatti che non costituivano reato al momento in cui sono stati commessi. Se una legge penale introduce una nuova figura di reato, questa non può perciò essere applicata alle azioni precedenti la sua emanazione, poiché al momento in cui si sono svolti i fatti il reato non era previsto come tale. La non-retroattività della legge penale sottende il principio "nulla poena sine lege" (nessuna pena senza una legge che la preveda), in altra formulazione noto come "nullum crimen, nulla poena sine praevia lege poenali" (nessun reato, nessuna pena senza previa legge penale). 
Il principio di irretroattività della legge penale rappresenta tipicamente uno dei principi fondamentali degli ordinamenti giuridici occidentali; parziali deroghe si riscontrano qualora, per il principio del favor rei, le nuove norme depenalizzino, mitighino o comunque correggano in senso favorevole al reo precedenti disposizioni; ciò rileva soprattutto quando le nuove norme non abroghino o sconfessino espressamente le precedenti e dunque nel silenzio delle nuove norme potrebbe leggersi un'eventuale ultrattività della norma precedente. Il principio "tempus regit actum", anch'esso talvolta invocato per connotare la dipendenza delle procedure dalla legge del tempo di riferimento, contiene il limite di non chiarire il punto dell'eventuale rischio di ultrattività.

### Legge successiva favorevole
Al contrario, una legge ex post facto può depenalizzare alcuni reati, concedendo l'amnistia, o alleviarne le relative condanne (ad esempio, sostituendo la pena di morte con l'ergastolo) con effetto retroattivo. Quest'ultimo tipo di legge è conosciuto anche con il termine latino in mitius (ovvero "in [una pena] più mite").

## Limitazioni in ambito amministrativo
L'articolo 1 comma 1 della legge 24 novembre 1981, n. 689 sancisce che "nessuno può essere assoggettato a sanzioni amministrative se non in forza di una legge che sia entrata in vigore prima della commissione della violazione".